# Jan Sušer
Jan Sušer (* 24. února 1984 Liberec) je český religionista, publicista, překladatel a knižní redaktor. Odborně se zabývá především novými náboženskými hnutími a západními esoterickými tradicemi. Je členem redakční rady časopisu Dingir. Spolupracuje též s jeho webovým portálem Náboženský infoservis. Příležitostně publikuje v periodicích Studia theologica a Okruh a střed. Působí v pravoslavné církvi.